# Уайкс, Пол
Пол Уайкс (англ. Paul Wykes, род. 15 апреля 1971 года) — английский профессиональный игрок в снукер, а также успешный тренер.

## Карьера
Стал профессионалом в 1991 году. В 1997 впервые вышел в 1/8 финала рейтингового турнира (Гран-при). В 1999 году достиг такого же результата на чемпионате Великобритании, что можно считать его лучшим достижением. Свой высший брейк — 135 очков — Уайкс сделал на Thailand Open 1996 года. Лучший результат Пола на чемпионате мира — последний раунд квалификации (2002).
После сезона 2006/07 Уайкс выбыл из мэйн-тура.